# Rose (chanson)
Pour les articles homonymes, voir Rose.
 (mars 2012).
Si vous disposez d'ouvrages ou d'articles de référence ou si vous connaissez des sites web de qualité traitant du thème abordé ici, merci de compléter l'article en donnant les références utiles à sa vérifiabilité et en les liant à la section « Notes et références ».
Singles de Anna Tsuchiya
Slap that Naughty Body / My Fate
(2006) Kuroi Namida
(2007)
Rose est le 3e single de Anna Tsuchiya sorti sous le label MAD PRAY RECORDS le 28 juin 2006 au Japon. Il atteint la 6e place du classement de l'Oricon, et reste classé pendant 10 semaines, pour un total de 53 988 exemplaires vendus. C'est le single le plus vendu de Anna Tsuchiya à ce jour.
Rose a été utilisé comme 1er thème d'ouverture pour l'anime Nana et Lovin’ you a été utilisé comme thème musical pour la version japonaise du film Silent Hill. Rose se trouve sur la compilation NANA BEST, sur l'album ANNA TSUCHIYA Inspi' Nana (Black Stones) et sur l'album Strip Me? où se trouve également Lovin’ you. Rose, Lovin’ you et Ah Ah se trouvent sur la version Deluxe française de l'album ANNA TSUCHIYA Inspi' Nana (Black Stones).

## Liste des titres
Toutes les paroles sont écrites par Anna Tsuchiya.
| 1. | Rose       | Ayumi Miyazaki                  | 3:49 |
| 2. | Lovin’ you | Murayama Shinichirou, Denda Mao | 3:54 |
| 3. | Ah Ah      | Daniel Eklund                   | 3:14 |

| 1. | Rose |  |